# A Black Moon Broods over Lemuria
A Black Moon Broods over Lemuria debitantski je studijski album britanskog simfonijskog black metal-sastava Bal-Sagoth. Album je 14. svibnja 1995. godine objavila diskografska kuća Cacophonous Records.

## O albumu
Album je bio snimljen u periodu od dva tjedna tijekom lipnja 1994. godine, no zbog problema s diskografskom kućom bio je objavljen tek gotovo godinu dana kasnije. Naziv Lemuria preuzet je iz naziva hipotetskog nestalog kontinenta u Indijskom oceanu.
Klavijaturistički interludij na albumu skladao je i odsvirao Keith Appleton, vlasnik studija Academy Music u kojem je album bio i snimljen.
Cacophonous Records je 13. svibnja 2016. godine ponovno objavio album u posebnoj inačici koja je sadržavala remasterirani zvuk, proširenu knjižicu albuma, korice s novim bilješkama te novu naslovnicu.

## Popis pjesama
Tekstovi: Byron Roberts, glazba: Chris i Jonny Maudling, osim pjesme "Hatheg Kla" koju je skladao Keith Appleton.
| 1.    | »Hatheg Kla«                                                                              | 1:59 |
| 2.    | »Dreaming of Atlantean Spires«                                                            | 6:15 |
| 3.    | »Spellcraft & Moonfire (Beyond the Citadel of Frosts)«                                    | 7:10 |
| 4.    | »A Black Moon Broods over Lemuria«                                                        | 9:53 |
| 5.    | »Enthroned in the Temple of the Serpent Kings«                                            | 5:09 |
| 6.    | »Shadows 'Neath the Black Pyramid«                                                        | 6:30 |
| 7.    | »Witch-Storm«                                                                             | 5:07 |
| 8.    | »The Ravening«                                                                            | 2:23 |
| 9.    | »Into the Silent Chambers of the Sapphirean Throne (Sagas from the Antediluvian Scrolls)« | 8:27 |
| 10.   | »Valley of Silent Paths«                                                                  | 1:34 |
| 54:57 |                                                                                           |      |

## Zasluge
| Bal-Sagoth - Byron Roberts – vokali, logotip - Chris Maudling – gitara - Jonny Maudling – klavijature, bubnjevi | Dodatni glazbenici - John Piras – solo gitara (na pjesmi 8) - Jason Porter – bas-gitara Ostalo osoblje - Mags – inženjer zvuka, produkcija |